# 西洞院信庸
西洞院信庸（にしのとういん のぶつね、宝暦8年（1758年）10月8日 - 寛政12年（1800年）8月13日）は、江戸時代中期の公卿。

## 官歴
- 明和5年（1768年）：従五位上、遠江権守
- 明和7年（1770年）：正五位下
- 明和8年（1771年）：少納言、侍従
- 安永2年（1773年）：従四位下
- 安永5年（1776年）：従四位上
- 安永8年（1779年）：正四位下
- 天明2年（1782年）：従三位
- 天明5年（1785年）：正三位
- 寛政元年（1789年）：佐兵衛督
- 寛政8年（1796年）：参議
- 寛政9年（1797年）：従二位
- 寛政10年（1798年）：踏歌節会外弁

## 系譜
- 父：西洞院時名
- 母：安藤次由の娘
- 兄：西洞院時義
- 弟：長谷信昌
- 子：西洞院信順